# أوسكار فيلتشيز
أوسكار فيلتشيز (Óscar Vílchez) (21 يناير 1986 في تشيكلايو في بيرو – )؛ هو لاعب كرة قدم كان يلعب كلاعب وسط. يلعب مع منتخب بيرو لكرة القدم منذ عام 2013.

## وصلات خارجية
- أوسكار فيلتشيز على موقع الاتحاد الدولي (مؤرشف)  (الإنجليزية)
- أوسكار فيلتشيز على موقع إي إس بي إن إف سي (الإنجليزية)
- أوسكار فيلتشيز على موقع قاعدة بيانات كرة القدم.إي يو (الإنجليزية)
- أوسكار فيلتشيز على موقع ناشيونال فوتبول تيمز (الإنجليزية)
- أوسكار فيلتشيز على موقع Soccerway.com (الإنجليزية)
- أوسكار فيلتشيز على موقع AS.com (الإسبانية)